# Kálmán Oláh
Kálmán Oláh (* 7. März 1970 in Budapest) ist ein ungarischer Jazzpianist und Komponist, der international vor allem im Bereich des Crossover bekannt wurde.

## Leben und Wirken
Oláh, der einer bekannten ungarischen Musikerfamilie der Roma entstammt, erhielt mit sieben Jahren klassischen Klavierunterricht; mit 17 Jahren begann er zu komponieren. Er studierte Jazzpiano auf dem Konservatorium Béla Bartók seiner Geburtsstadt und der Franz-Liszt-Musikakademie; in dieser Zeit spielte er sowohl mit Tony Lakatos als auch in der Band des Gitarristen Attila László.
1990 gründete er mit János Egri und Elemér Balázs das Trio Midnight, mit dem er auf dem Festival Umbria Jazz, dem Jazzfestival von Getxo oder den Ciney Jazz Nights in Belgien auftrat. Seit 1994 leitete er auch ein Sextett, mit dem er 1995 bei Jazz in Marciac gefeiert wurde. In den trat er auch als Solist und mit Musikern wie Imre Kőszegi, Lee Konitz, Randy Brecker, Herbert Joos, John Patitucci, Stefano Di Battista, Philip Catherine, André Ceccarelli, Paolo Fresu, Kenny Wheeler, Peter Lehel, Jo Mikovich oder Tibor Elekes auf. Gemeinsam mit dem Stuttgarter Kontrabassisten Mini Schulz schuf er das Album Sketches from Cello Suites (2001), eine preisgekrönte Adaption von Bachs Cellosuiten. In seinen Kompositionen verwebt Oláh Jazz mit Folklore und klassischer Musik; zu seinem Album Contrasts & Parallels holte er die Sängerin Irén Lovász. 2001 wurde sein Concerto for Jazz Orchestra mit dem Budapest Jazz Orchestra uraufgeführt. 2004 war sein Concerto for Symphony Orchestra and Jazz Band unter Beteiligung des Sinfonieorchesters Miskolc zu hören.
Seit dem Jahr 2000 lehrt Oláh an der Franz-Liszt-Musikakademie in Budapest Klavier und Komposition; auch leitete er Workshops im Jazz-Institut Berlin.

## Preise und Auszeichnungen
Oláh erhielt 1990 den Preis der Jury bei den Leverkusener Jazztagen, im Folgejahr den Großen Preis der Kalis International Jazz Pianist Competition. 1995 feierte ihn das ungarische Radio als besten Jazzsolisten des Jahres. Im selben Jahr war er „bester Solist“ beim Hoeilaart Jazzwettbewerb und der Gewinner der Great American Jazz Piano Competition in Jacksonville (Florida). 2001 war er Empfänger des anerkannten Ungarischen Jazzpreises, der von der Zeitschrift Gramofon Magazine vergeben wird. 2006 wurde er sowohl vom ungarischen Kulturminister mit dem Franz-Liszt-Preis des Staates Ungarn als auch als Komponist mit dem Großen Preis des Thelonious-Monk-Wettbewerbs geehrt. 2007 folgte der Gábor-Szabò-Preis des Ungarischen Jazzverbands.

## Diskographische Hinweise
- Budapest Jazz Orchestra Meets Kálmán Oláh Images (Hungaroton, 2007)
- Kálmán Oláh Trio Always (mit Ron McClure und Jack DeJohnette)
- Kálmán Oláh, Peter Lehel Hungarian Rhapsody (GOOD International Korea, 2002)
- Kálmán Oláh, Kristóf Bacsó, Sébastien Boisseau Fitting (BMC)
- Moments from My Life (1999)
- Trio Midnight Live in Budapest (Pannon Jazz, 1997)